# منطقة الحمل الحراري
منطقة الحمل الحراري

صورة توضح الطبقات الشمسية

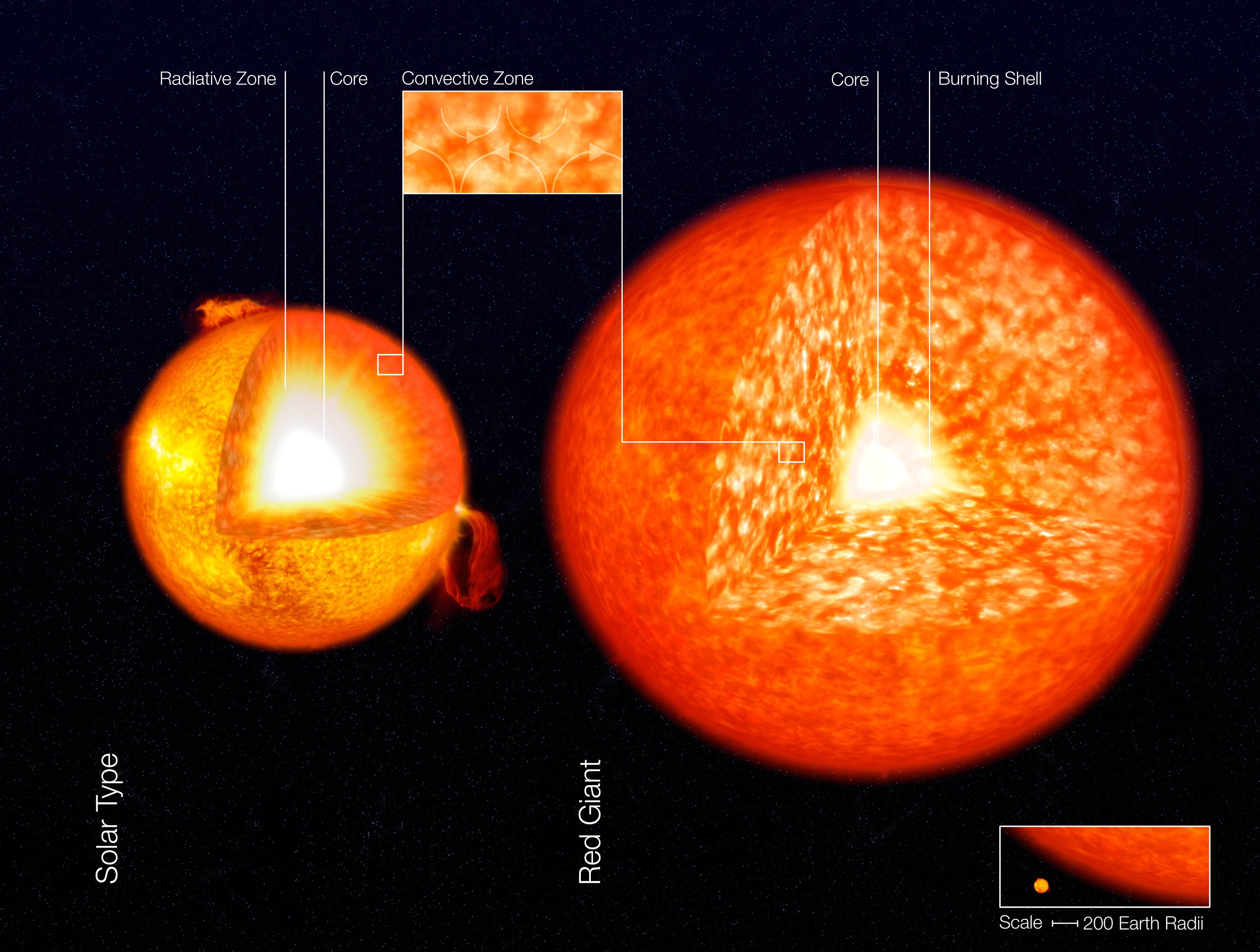
توضيح لتركيب الشمس ونجم عملاق أحمر، يوضح منطقة الحمل الحرارى في كل منهما، وهناك مناطق حبيبية على الأسطح الخارجية للنجوم)

منطقة الحمل الحراري للنجم هي طبقة غير مستقرة حراريا. يتم نقل الطاقة بشكل أساسي أو جزئي في هذه المنطقة عن طريق تيارات الحمل الحرارى بينما في مناطق الإشعاع الحراري يتم نقل الطاقة بواسطة إشعاع أو التوصيل.
يتكون الحمل الحراري النجمى من حركة ضخمة للبلازما داخل النجم والذي يكّون عادة تيارات حمل دائرية مع تصاعد البلازما الساخنة وهبوط البلازما الباردة.
يعبر معيار شوارزشيلد عن الظروف القياسية والتي تكون فيها منطقة من النجم غير مستقرة حراريا وتعتمد على تيارات الحمل الحرارى في نقل الطاقة، جزء من الغاز الذي يرتفع ببطء يجد نفسه في بيئة ذات ضغط منخفض مقارنة بالمنطقة الذي قدم منها، وكنتيجة لذلك فان هذا الجزء يتمدد ويبرد، إذا تم تبريد الغاز الصاعد بدرجة أكبر من البيئة المحيطة فان كثافته تزداد لمستوى أعلى من الغاز المحيط به ولذا فان افتقاره إلى القدرة على الطفو سوف يؤدى هبوطه مرة أخرى إلى المنطقة التي جاء منها، وبالرغم من ذلك فانه إذا كان التغير في درجة الحرارة حاد بما يكفى (أي أن درجة الحرارة تتغير سريعا بالنسبة إلى المسافة من مركز النجم)أو كان الغاز لديه قدرة حرارية عالية جدا (أي أن درجة الحرارة تتغير ببطء نسبيا أثناء تمدده)فان الجزء الصاعد من الغاز سيبقى أكثر دفئا من الغاز المحيط به حتى بعد تبريده وتمدد، وقدرته على الطفو سوف تمكنه من الاستمرار في الصعود، المنطقة من النجم التي تحدث فيها كل هذه التغيرات تدعى منطقة الحمل الحرارى.

## نجوم السلسلة الرئيسية
في السلسلة الرئيسية نجوم تمثل أكثر من 1.3 مرة من كتلة الشمس، ودرجة الحرارة الداخلية العالية تؤدى إلى الاندماج النووى للهيدروجين محولا اياه إلى هيليوم وهذا يحدث غالبا بواسطة دورة الكربون والأكسجين والنيتروجين بدلا من سلسلة البروتونات والتي هي أقل حساسية للحرارة. يشكل الفرق الكبير في درجة الحرارة في المناطق الداخلية من النجم منطقة الحمل الحرارى والتي تخلط ببطء الوقود الهيدروجينى والهيليوم الناتج. وتتم تغطية مناطق الحمل الحرارى الداخلية في النجوم بواسطة مناطق الإشعاع والتي هي في حالة توازن حرارى وتجتاز القليل من الاختلاط أو لا تجتازه إطلاقا. وفي معظم النجوم الضخمة قد تمتد منطقة الحمل الحرارى من مركز النجم إلى السطح.
في نجوم السلسلة الرئيسية نجوم اقل 10 مرات من الكتلة الشمسية، ويحتوى الغلاف الخارجى للنجم على المنطقة التي يتأين فيها الهيدروجين جزئيا وتزداد السعة الحرارية للهيليوم. درجة الحرارة المنخفضة نسبيا في هذه المنطقة تسبب التعتيم لأن العناصر الأثقل تكون مرتفعة بما يكفى لإنتاج فرق حرارى كبير. هذا المزيج من الظروف ينتج منطقة الحمل الحرارى الخارجية، والذي تكون قمته مرئية في الشمس كحبيبات شمسية. نجوم السلسلة الرئيسية ذات الكتلة المنخفضة مثل الأقزام الحمر أقل من 0.35 من كتلة الشمس وكذلك نجوم ما قبل السلسلة الرئيسية على مسار هاياشى تحتوى على مناطق حمل حرارى فقط ولا تحتوى على مناطق اشعاع حرارى.
وفي السلسلة الرئيسية نجوم متشابهة تماما مع الشمس أي أن لديها منطقة اشعاع حرارى داخلية وكذلك منطقة حمل حرارى خارجية والمنطقة الانتقالية بين منطقة الحمل الحرارى ومنطقة الإشعاع تعرف بخط السرعة.

## العملاق الأحمر
في النجوم العملاقة الحمراء وخاصة خلال مرحلة العملاق المقارب، يختلف عمق منطقة الحمل الحرارى السطحية خلال مراحل حرق الغلاف. وهذا يسبب أحداث الجرافة المتابعة، مناطق الحمل الحرارى العميقة والتي لم تدم طويلا كانت تنقل منتجات الدمج إلى السطح.

## لمعلومات أكثر
1. هانسن.س.ج. كاولار.س.د.& تريمبل.في. (2004) الدواخل النجمية. الوثاب.(ISBN 0-387-20089-4.)